# Spoiwo mineralne
Spoiwo mineralne - materiał wiążący (spoiwo) otrzymywany przez wypalenie i zmielenie surowców mineralnych (najczęściej skał osadowych). W materiałach tych, po dodaniu wody, zachodzą reakcje chemiczne, w wyniku których następuje proces wiązania i twardnienia.
Spoiwa mineralne dzielimy na hydrauliczne i powietrzne ze względu na sposób ich zachowania się w środowisku wodnym podczas twardnienia.
- Spoiwa powietrzne - twardnieją (uzyskują odpowiednią wytrzymałość mechaniczną) tylko na powietrzu:
  - wapno,
  - gips oraz cement anhydrytowy (tzw. cement Keena),
  - spoiwo magnezjowe (tzw. cement Sorela),
  - spoiwo krzemianowe ze szkłem wodnym, otrzymywane przez zmieszanie szkła wodnego (roztwór krzemianów sodowych lub potasowych otrzymywany przez stopienie piasku z węglanem sodowym lub potasowym i rozpuszczenie stopu w wodzie pod ciśnieniem) z wypełniaczem mineralnym o uziarnieniu do 0,2 mm. Jako wypełniacza używa się np. mączki kwarcowej. Obecnie raczej nie używane.
- Spoiwa hydrauliczne - twardnieją na powietrzu i pod wodą:
  - cementy,
  - wapno hydrauliczne (cement romański).

Spoiwa powietrzne są najstarszymi spoiwami używanymi w budownictwie. Pierwsze zastosowanie gipsu stwierdzono w starożytnym Egipcie (łączenie bloków kamiennych w grobowcach, łączenia rur i wyprawiania ścian) ok. 2600 p.n.e. Tak wczesne zastosowanie gipsu wynika z łatwości wypalenia i przemiału tego surowca. Gips znali także w Mezopotamii - do budowy podłóg w domach, a także starożytni Grecy, Rzymianie i Hindusi. Ponowne odkrycie gipsu nastąpiło w Europie w IV w. w Anglii i Francji. W Polsce pierwsze znane ślady stosowania gipsu pochodzą z XI w. (rotunda na Wawelu i kościół przedromański w Wiślicy).

Zastosowanie wapna wiąże się z zastosowaniem w budownictwie cegły. Najstarsze znane ślady pochodzą z Babilonii z ok. 600 r. p.n.e. Z okresu III-II wiek p.n.e. zachowały się opisy receptur produkcji wapna palonego i przygotowania zapraw wapiennych.
Spoiwa hydrauliczne znano najprawdopodobniej w starożytnym Rzymie (niektóre pucolany wulkaniczne mają cechy cementu). Po upadku Rzymu przez dłuższy czas nie podejmowano prób stosowania innych spoiw niż wapno i gips. Historia spoiw hydraulicznych rozpoczęła się w XVIII w. od prób zastosowania do wapna hydraulicznych (wodotrwałych) dodatków takich jak glina, tufy wulkaniczne, pucolany. W wyniku szeregu prób, w Anglii w 1796 r. uruchomiono pierwszą wytwórnię wapna hydraulicznego nazywanego cementem romańskim.
Są też inne materiały używane do łączenia elementów budowlanych (np. glina, asfalt ponaftowy). Jednak z uwagi na to, że nie zachodzą w nich reakcje chemiczne podczas łączenia elementów, nie nazywa się ich spoiwami ale lepiszczami.